# Ranunculus altitatrensis
Ranunculus altitatrensis är en ranunkelväxtart som beskrevs av Paclová, Murín. Ranunculus altitatrensis ingår i släktet ranunkler, och familjen ranunkelväxter. Inga underarter finns listade i Catalogue of Life.